# Uster Technologies
Firma Uster Technologies AG je významný švýcarský výrobce zkušebních přístrojů a kontrolních systémů pro textilní průmysl.
Firmu založili ve švýcarském městě Uster Jakob Kuhn a Jakob Wolfensberger v roce 1874 jako dílnu na výrobu telegrafů. V roce 1880 převzal podnik Ludwig Alfred Zellweger, v roce 1918 se zde začaly vyrábět zkušební přístroje pro textilní průmysl. Označení Zellweger zůstalo s menšími obměnami až do roku 2003, kdy podnik převzali jeho vedoucí pracovníci jako Management Buyout pod jménem Uster Technologies.
Vedle textilních přístrojů jako hlavního programu vyráběl Zellweger v minulosti např. radary, šifrovací stroje aj.
K nejúspěšnějším výrobkům firmy patří zejména přístroje a systémy:
| Označení         | Funkce                                                                     | Začátek výroby |
| GGP              | testy stejnoměrnosti příze                                                 | 1948           |
| Dynamometer      | testy pevnosti a tažnosti příze                                            | 1951           |
| Uster Statistics | celosvětová evidence jakosti příze grafické etalony pro hlavní druhy příze | 1957           |
| Classimat        | komplexní hodnocení jakosti příze                                          | 1968           |
| Card Control     | regulace stejnoměrnosti mykaného pramene                                   | 1970           |
| Uster Tester 3   | digitální testy stejnoměrnosti příze                                       | 1987           |
| HVI              | komplexní testy jakosti bavlněných vláken                                  | 2005           |
| HL 400           | testy chlupatosti příze                                                    | 2010           |

V roce 2015 udržuje firma Uster Technologies technologická střediska v USA a v Číně a více než 60 obchodních
zastoupení na všech kontinentech.